# مارسيلو أولفييرا
مارسيلو أولفييرا (بالبرتغالية: Marcelo Oliveira) (4 مارس 1955 في البرازيل - ) هو مدرب كرة قدم ولاعب كرة قدم برازيلي في مركز الوسط. شارك مع منتخب البرازيل لكرة القدم. أما مع النوادي، فقد لعب مع أتلتيكو مينييرو وبوتافوغو ريغاتاس وديسبورتيفا كابيزابا وناسيونال مونتيفيديو ونادي أمريكا.

## روابط خارجية
- مارسيلو أولفييرا على موقع قاعدة بيانات كرة القدم.إي يو (الإنجليزية)
- مارسيلو أولفييرا على موقع ناشيونال فوتبول تيمز (الإنجليزية)
- مارسيلو أولفييرا على موقع Soccerway.com (الإنجليزية)